# Unió Democràtica Àfar
Unió Democràtica Àfar és un partit polític d'Etiòpia de l'ètnia àfar. Es va fundar el desembre de 1989 amb el patrocini del Front Popular d'Alliberament del Tigre (TPLF) que pretenia convertir-lo en el seu braç polític a la regió Àfar. Però les diferents posicions fins al partit, la manca d'implantació, la insuficient lleialtat i altres factors van aconsellar al TPLF d'abandonar el projecte i llavors va buscar l'aliança amb el Front d'Alliberament Àfar.
El gener de 1992 va sorgir l'Associació Democràtica Àfar. Cap dels dos partits va treure representació a les eleccions de 1995 i 2000, i no s'esmenten a les eleccions del 2005.